# La Mer de la fertilité
Cet article concerne l'œuvre littéraire de Yukio Mishima. Pour la mer lunaire dont elle tire son nom, voir Mare Fecunditatis.
La Mer de la fertilité (Hôjô no umi) est une tétralogie romanesque de l'écrivain japonais Yukio Mishima souvent présentée comme son « testament littéraire ».
Les quatre romans du cycle ont été écrits entre 1965 et 1970. Ils content la courte vie et les « réincarnations » successives d'un des personnages principaux, Kiyoaki, et rapportent parallèlement d'importantes séquences de l'existence de son ami Honda. Du lendemain de la guerre russo-japonaise au surlendemain américanisé du dernier conflit mondial, l'ouvrage évoque divers aspects du Japon du XXe siècle, d'une bourgeoisie et d'une aristocratie pour une part fortement occidentalisées. Le titre de l’œuvre fait allusion à la plaine déserte du globe lunaire, prise ici comme symbole du désert absolu.
Le 25 novembre 1970, juste après avoir mis ce manuscrit sous enveloppe au nom de l'éditeur, Yukio Mishima mène une action d'éclat au quartier général des forces japonaises où il finit par s'ouvrir le ventre selon la tradition japonaise du suicide rituel, le seppuku. Cette forme de suicide est par ailleurs longuement évoquée et décrite dans Chevaux échappés, deuxième volet de La Mer de la fertilité. Le seppuku est entièrement décrit dans Patriotisme , nouvelle également écrite par Mishima. 

## Présentation
La théorie de la réincarnation, qui sous-tend l'œuvre, réunit des personnes très différentes les unes des autres de façon subtile mais évidente pour Honda, le personnage suivi tout au long de sa vie au cours de la tétralogie.

### Neige de printemps
L'histoire se déroule dans un Japon qui vient de sortir de l'ère Meiji et qui, sous le poids de l'influence occidentale, peine à passer à quelque chose de nouveau. Deux jeunes hommes, Kiyoaki et Honda, vivent une forte amitié, quand le premier tombe amoureux, après maintes dérobades, de Satoko, alors promise à un prince impérial. Ses sentiments le mènent à la mort, alors qu'elle se retire dans un couvent. Le premier opus se termine dans le train où Kiyoaki agonise et quitte Honda sur ses derniers mots : « Je viens d'avoir un rêve. Je te reverrai. Je le sais. Sous la cascade. »

### Chevaux échappés
Le second roman débute en 1932. Honda, marié et approchant de la quarantaine, est magistrat à Osaka. Il se souvient de sa jeunesse et de celle de Kiyoaki, se persuade que celui-ci s'est réincarné au mont Miwa en Isao, un idéaliste vouant une vénération sans limites à l'Empereur, à l'instar des samouraïs révoltés du début de l'ère Meiji. Ce très jeune homme s'indigne de la corruption capitaliste, de l'engouement pro-occidental du Japon, et prémédite, avec des étudiants, une action sanglante et spectaculaire pour « purifier » le Japon de ses institutions faibles non respectueuses du pouvoir impérial issu d'Ise-jingu. Après son échec, Isao opte pour une deuxième tentative, sous forme d'assassinat, et se suicide par seppuku à la suite de la réalisation de son projet.

### Le Temple de l'aube
Le troisième opus, dont Honda est toujours protagoniste, fait apparaître un nouveau personnage : une princesse thaïlandaise s'avérant être une nouvelle réincarnation du personnage initial, Kiyoaki. Le livre porte sur les fantasmes et pulsions mal contrôlés du vieillard qu'est devenu Honda, hanté par son amour pour la jeune princesse. À nouveau, le roman se clôt par la mort — celle de la Thaïlandaise.

### L'Ange en décomposition
Le quatrième volume nous fait croire à une nouvelle réincarnation, qui se révèlerait être erronée. À la fin du roman, un Honda octogénaire ayant usé ses dernières forces à gagner un monastère proche de Nara va retrouver l'ancienne maîtresse de Kiyoaki devenue abbesse. Cette dernière clôt toute l'histoire en quelques phrases énigmatiques empreintes de sagesse. Dans un jardin paisible et vide, tout reste en suspension, la « réalité » du roman remise en question.

## Personnages principaux
- Kiyoaki Matsugae — Jeune noble d'une grande beauté. Héros du premier opus.
- Shigekuni Honda — Meilleur ami de Kiyoaki, il sera présent durant toute l'histoire, vu à chaque fois lors d'une autre période de sa vie.
- Satoko Ayakura — Amante de Kiyoaki, elle deviendra plus tard abbesse.
- Isao Iinuma — Seconde réincarnation de Kiyoaki. Expert en kendo, il tentera de monter un coup d'État, puis finira par s'ôter la vie.
- Ying Chan — Troisième réincarnation de Kiyoaki. Princesse thaïlandaise.
- Toru Yasunaga — Quatrième réincarnation de Kiyoaki. L'auteur laisse planer un doute auprès des protagonistes du roman, dont Honda, quant à la véritable nature de Toru en tant que réincarnation  de Kiyoaki. Cependant la description qu'il fait de la décomposition des anges comparée à l'état physique de Toru à la fin du roman stigmatise cette renaissance comme la dernière.

## Citation
« Je voyais distinctement la mer qui resplendissait et la plage brillante, telles qu'elles étaient vraiment. Pourquoi n'ai-je pas su voir la modification subtile survenue en profondeur dans la substance de l'univers? Le monde changeait constamment, imperceptiblement, tout comme le vin dans une bouteille. Me voici comme celui qui ne voit pas au-delà du liquide sombre dont les reflets chaleureux illuminent le verre. Pourquoi n'ai-je jamais songé à le goûter, ne fût-ce qu'une fois chaque jour, tâchant de déceler la moindre variation qui se serait produite. »

— Neige de printemps

## Éditions françaises en un volume
- La Mer de la fertilité, Paris, Gallimard, coll. « Biblos », 1988 en littérature  (ISBN 2-07-071456-X)
- La Mer de la fertilité, Paris, Gallimard, coll. « Quarto », 2004  (ISBN 2-07-076843-0)